# I Miss U (Jax Jones e Au/Ra)
I Miss U è un singolo del disc jockey britannico Jax Jones e della cantante tedesca Au/Ra pubblicato il 9 ottobre 2020.

## Tracce
1. I Miss U – 2:52